# Antracykliny
Antracykliny (antybiotyki antracyklinowe, ATC: L 01 DB) – grupa antybiotyków stosowanych jako leki przeciwnowotworowe. Antracykliny są stosowane w leczeniu różnorodnych nowotworów: chłoniaków złośliwych, ostrej białaczki, raka piersi, itp.
Cząsteczki antracyklin są wielofunkcyjnymi pochodnymi antrachinonu. Zazwyczaj są glikozydami zbudowanymi z daunozaminy jako reszty cukrowej oraz czteropierścieniowego aglikonu zawierającego szkielet antrachinonu z dodatkowymi grupami hydroksylowymi tworzącymi ugrupowanie hydrochinonowe sąsiadujące z grupą chinonową. 

L 01 DB – Antracykliny i związki pochodne
doksorubicyna (L01DB01)
daunorubicyna (L01DB02)
epirubicyna (L01DB03)
aklarubicyna (L01DB04)
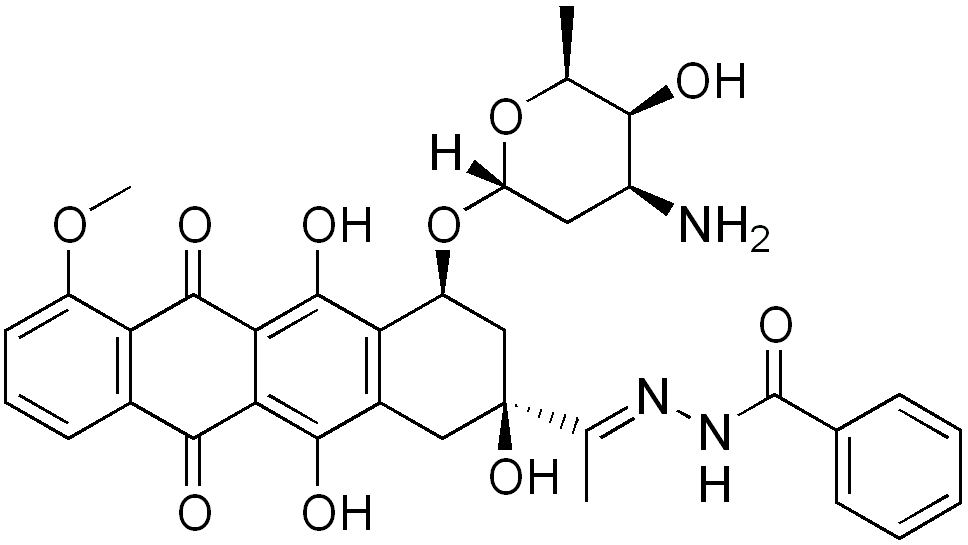
zorubicyna (L01DB05)
idarubicyna (L01DB06)
mitoksantron (L01DB07)
pirarubicyna (L01DB08)
walrubicyna (L01DB09)
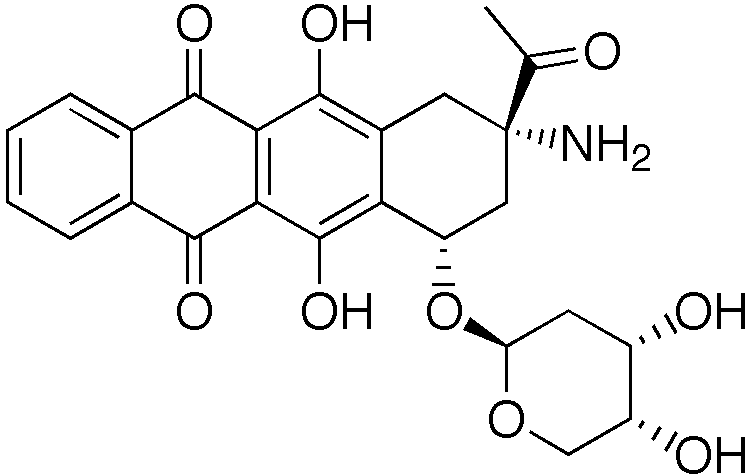
amrubicyna (L01DB010)
piksantron (L01DB011)

Przeczytaj ostrzeżenie dotyczące informacji medycznych i pokrewnych zamieszczonych w Wikipedii.